# Rhescyntis
Rhescyntis este un gen de molii din familia Saturniidae. 

## Specii
- Rhescyntis descimoni Lemaire, 1975
- Rhescyntis gigantea Bouvier, 1930
- Rhescyntis hermes (W. Rothschild, 1907)
- Rhescyntis hippodamia (Cramer, 1777)
- Rhescyntis pseudomartii Lemaire, 1976
- Rhescyntis reducta Becker & Camargo, 2001